# Možgansko deblo
Možgansko deblo (latinsko truncus cerebri, truncus encephali) je del možganov. Sestavljajo ga podaljšana hrbtenjača, pons in mezencefalon. Iz njega izvira večina možganskih živcev. Pomemben je za vzdrževanje zavesti, uravnavanje spalnega cikla, delovanja srca, dihanja in prehranjevanje.
Možgansko deblo sestavljajo ventralni deli rombencefalona: podaljšana hrbtenjača, pons in isthmus rombencephali in mezencefalon (srednji možgani).
Leži med zgornjim robom atlasa in deli sfenoidalne kosti.
Dela možganskega debla sta:
- ventrobazilarni (na bazi lobanje),
- dorzalni (pokrov ali tegmentum).[2]

Možgansko deblo je posteriorni del možganov, ki se nadaljuje s hrbtenjačo. Iz možganskega debla izhajajo možganski živci, ki so glavno motorično in senzorično oživčenje obraza in vratu. Skozi ta del možganov potekajo motorične in senzorične povezave glavnega dela možganov in telesa. Te povezave so kortikospinalni trakt (tractus corticospinalis) (motorični), medialni lemniskus (lemniscus medialis) (fin dotik, zaznavanje vibracij in propriocepcija) in spinotalamični trakt (tractus spinothalamicus) (bolečina, temperatura, srbenje, grobi dotik). Možgansko deblo je pomembno za uravnavanje delovanja srca in dihanja. Uravnava tudi osrednji živčni sistem in je ključen za vzdrževanje zavesti in uravanavanje spalnega cikla.

## Funkcije
1. Funkcija kanala: ascendentne in descendentne poti potekajo v ali iz hrbtenjače, malih možganov, talamusa in možganske skorje.
2. Funkcija možganskih živcev: senzorični in motorični možganski živci so del obkrajnega živčnega sistema in so enakovredni živcem hrbtenjače. Oskrbujejo obraz, glavo in visceralo.
3. Integracijske funkcije: vključujejo kompleksne motorične vzorce kot so gibanje, dihanje, srčno-žilna dejavnost in budnost.

## Znaki okvare možganskega debla
Znaki okvare debla so globoka sprememba zavesti in nenormalni refleksi. Najpogostejši znaki so nenormalni kornealni refleksi in zenične reakcije, navzkrižni (alternantni) sindromi (kontralateralna hemipareza in homolateralna okvara jeder možganskih živcev) ter motnje požiranja in dihanja.
Lokaliziranje nevroloških lezij možganskega debla temelji na razumevanju funkcij anatomskih struktur debla in njihovem testiranju.